# Цезарс Палас (траса)
Це́зарс Па́лас (англ. Caesar's Palace Raceway) — траса, прокладена по дорогах загального користування навколо казино Сізарс-Палас (Caesar's Palace) в Лас-Вегасі, Невада, США. На трасі пройшли два Гран-прі Цезарс Палас Формули-1 1981 і 1982 років. Також в статистиці Формули-1 траса згадується, як траса Лас-Вегас (Las Vegas).
Також на цій трасі проводилися Гран-прі Лас-Вегаса у 1983 і 1984 році в класі ChampCar.

## Переможці Гран-прі Лас-Вегаса

### Формула-1
| Рік  | Пілот            | Команда  | Результат |
| ---- | ---------------- | -------- | --------- |
| 1982 | Мікеле Альборето | Tyrrell  | Результат |
| 1981 | Алан Джонс       | Williams | Результат |

### ChampCar
| Год  | Пілот          | Команда    |
| ---- | -------------- | ---------- |
| 1984 | Том Снева      | March-Ford |
| 1983 | Маріо Андретті | Lola-Ford  |